# Großsteingrab Twietfort 2
Das Großsteingrab Twietfort 2, in Twietfort bei Ganzlin, im Landkreis Ludwigslust-Parchim in Mecklenburg liegt südlich von Plau am See.

## Lage
Das Großsteingrab entstand zwischen 3500 und 2800 v. Chr. in der Jungsteinzeit als Megalithanlage der Trichterbecherkultur (TBK). Ob es sich um einen erweiterten Dolmen oder um einen Großdolmen handelt, ist ungeklärt. Das Grab hat keine Sprockhoff-Nr.
Twietfort 2 ist eine Kammer mit je drei Tragsteinen an den Längs- und je einem Schlussstein an den Schmalseiten. Ein Tragstein ist in die Kammer verkippt. Der Zugang befand sich vermutlich an der nordwestlichen Kammerecke. Einer der Decksteine ist erhalten und liegt neben der Kammer. Auf ihm finden sich einige Schalensteine. Von der vermutlich ovalen Einfassung der Anlage sind Reste erhalten.
In der Nähe liegt der Urdolmen von Twietfort (Großsteingrab Twietfort 1).